# Batalla de Orihuela (1521)
La batalla de Orihuela, también conocida como "batalla de Bonanza" y como la "jornada de Orihuela" fue un enfrentamiento armado librado entre las tropas agermanadas capitaneadas por Micar Bocanegra, Fray Miguel García y Pere Palomares; y las tropas realistas encabezadas por don Pedro Fajardo y Chacón, marqués de los Vélez, y el gobernador de Orihuela don Pedro Maza y Chacón, el 30 de agosto de 1521 en las inmediaciones de Orihuela, en la zona más al sur del Reino de Valencia.
Los hechos estuvieron marcados por unas fuertes disputas internas en los agermanados (moderados contra radicales), hecho que provocó una importante merma en sus fuerzas, a poco más de un mes de la batalla de Gandía.
La batalla se desarrolló en el margen izquierdo del río Segura, según se viene desde Murcia hacia Orihuela, en las cercanías de la pedanía oriolana del Rincón de Bonanza. En ella participaron una fuerza de rescate procedente de Játiva, compuesta por 4000 soldados de infantería y seis tiros de campaña, a las órdenes de Fray Miguel García, soldado veterano de las guerras de Italia, que conocía las tácticas militares de la época; y el castellano Micar Bocanegra, junto a la fuerza de combate liderada por Pere Palomares, capitán de Orihuela, y sus más de mil hombres procedentes de las poblaciones de la Vega Baja del Segura. 
La derrota de los agermanados fue decisiva para la Revuelta de las Germanías. En ella perdieron la vida más de 2.000 hombres y fue acompañada de una importante represión, con la ejecución de cuarenta agermanados y la caída en manos realistas del sur del Reino de Valencia, desde Alicante hasta Onteniente.